# Гарсиа, Хосе Амадо
Хосе Амадо Гарсиа — гватемальский бегун на длинные дистанции. На олимпийских играх 2012 года занял 38-е место в марафоне с результатом 2:18.23. Занял 64-е место на Олимпиаде в Афинах на марафонской дистанции, показав результат 2:27.13. На чемпионате мира по кроссу 2005 года занял 121-е место. Многократный победитель Игр Центральной Америки на дистанциях 5000 и 10 000 метров.
Занял 2-е место на Чхунчхонском марафонее 2006 года с личным рекордом — 2:13.53.
В настоящее время владеет национальным рекордом в беге на 10 000 метров — 28.50,25.

## Сезон 2013 года
Победитель Игр Центральной Америки в марафоне — 2:26.26.